# Pelops
Pelops (řecky Πέλοψ; latinsky Pelops) je v řecké mytologii syn sipylského krále Tantala, později král v Píse a dobyvatel Peloponnésu („Pelopova ostrova“).
Prožil si v mládí něco, co se jen tak někomu nepřihodí. Jeho otec Tantalos jej zabil, rozřezal a upekl a předložil ho bohům, které pozval k sobě na hostinu. Chtěl vyzkoušet, zda bohové jsou opravdu vševědoucí. Byli, a za tento hrůzný čin ho potrestali mukami na věčné časy (Tantalova muka).
Poté bohové vrátili Pelopovi život: jeho maso i kosti vložili do kotle, znovu je spojili a poté jej bůh Hermés z rozkazu nejvyššího boha Dia znovu oživil. Pelops se probral a byl ještě krásnější než dříve, jenom chybějící kousek, který nevědomky snědla bohyně Démétér, doplnili protézou ze slonoviny.
Poté se Pelops ujal vlády v lýdském Sipylu jako právoplatný dědic trůnu a navíc rozšířil své panství dále do Frýgie (obě území dnes leží v Turecku). Poklidná vláda však byla záhy přerušena – vyhnal ho mocný trojský král Ílos. Po nebezpečné plavbě přes Egejské moře se dostal na poloostrov, který později nazval svým jménem, a Pelops hledal svou budoucnost ve sňatku s nějakou královskou dcerou. A vybral si krásnou Hippodameiu, dceru krále Oinomaa z Písy. Jenže Oinomaos se rozhodl, že svou dceru nikdy neprovdá, protože věštba pravila, že jeho zeť bude příčinou jeho smrti. A tak sice každého nápadníka vlídně přijal, ale vyzval ho ke zkoušce zdatnosti. Dostane jeho dceru, když zvítězí v závodě s koňmi. Ale bylo další pravidlo: vítěz poraženého probodne oštěpem a usekne mu hlavu. Před Pelopem už se o Hippodameiu ucházelo třináct nápadníků, jejichž hlavy byly napíchnuty na kůly u brány paláce.
Pelops brzy zjistil, že král vždy vítězí, i když dá soupeři velký náskok. Měl totiž zázračné koně, daroval mu je jeho otec, bůh války Áres. Ovšem Pelops měl zase od boha Poseidóna vůz s okřídlenými koly (nebo jej táhli okřídlení koně). Zatímco krále poháněl strach ze smrti, u Pelopa to byla láska k princezně. Navíc se pojistil tím, že obětoval bohatě bohům a obdaroval královského vozataje Myrtila, aby uvolnil zákolník v oji králova vozu. Jiná verze uvádí, že ho podplatila sama Hippodameia, protože se chtěla vdávat. Závod probíhal jako obvykle – král dal Pelopovi náskok, ovšem když ho v cílové rovince doháněl a chtěl ho probodnout oštěpem, kolo vypadlo a on si při havárii roztříštil lebku. Pelops vyslovil politování, obětoval bohům a po uplynutí doby smutku se oženil s Hippodameiou. Stal se nástupcem trůnu v Píse a prý založil na památku slavnostní hry, zasvěcené Olympskému Diovi. (Sparťané tvrdili, že je založil Héraklés.)
Zbývalo vyrovnání s Myrtilem, nebezpečným svědkem a už i vyděračem, který požadoval půl království za své mlčení o podvodu. Pelops ho bez váhání svrhl z vysoké skály do moře, ale Myrtilos ho před smrtí ještě proklel a bůh Hermés kletbu vyslyšel. Jenom odplatu odložil, až bude Pelops na vrcholu slávy, a potom jej zahubil prostřednictvím jeho manželky a synů.
Z velkého množství jeho potomků byli nejvýznamnější Átreus a Thyestés, tvůrci nejkrvavějších příběhů řeckých bájí. Měl také syna Pitthea, pozdějšího krále v Troizéně. S milenkou nymfou Axiochou měl ještě syna Chrýsippa, ten však tragicky zahynul už v útlém mládí. Stalo se to tak, že Hippodameia nechala Chrýsippa zabít jeho staršími bratry Átreem a Thyestem, zřejmě proto, aby se tento levoboček nestal v budoucnu nástupníkem trůnu. Jiná verze však praví, že ho zabila sama Hippodameia a obvinila ze zabití thébského krále Láia, který si předtím Chrýsippa k sobě unesl. Hippodameia prý uprchla do Argolidy a tam se zabila.
Mezi bratry Átreem a Thyestem vypukl nejprve boj o moc a vládu v Mykénách, poté vyvražďování potomků jeden druhému a opakovalo se předložení potravy ze zabitého syna toho druhého. Nakonec Átrea zabil jeho synovec Aigisthos (navedený otcem Thyestem), jehož se v útlém dětství ujal a přijal za syna. Spory přešly do další generace, Átreův syn Agamemnón z pomsty později Thyesta zabil, Aigistha vyhnal a sám se ujal vlády.

## Odraz v umění
Mýtus o Pelopovi se zachoval v mnoha verzích, které jsou od sebe i v detailech velmi odlišné. Výjevy z mýtu jsou zachovány na mnoha vázových malbách, z nich nejznámější je
- Pelops a Hippodameia na voze (asi z konce 5. stol. př. n. l.)
- reliéf Příprava k závodu Oinomaa s Pelopem je na východním štítu Diova chrámu v Olympii.
- dramaticky je zpracován v trilogii o Hippodamei Jaroslava Vrchlického, zhudebněné Zdeňkem Fibichem